# Karl Timler
Karl Timler, auch Carl Timler; (* 10. Juli 1836 in Jena; † 10. Februar 1905 in Jena) war ein deutscher Maurermeister, Architekt, Buchautor und Zeichner sowie am 20. Dezember 1903 Mitbegründer des Jenaer Kunstvereins, nachdem er zuvor 25 Jahre Vorsitzender des „Jenaischen Kunstgewerbeverein“ war.

## Leben
Karl Timler entstammte einer im Baufach tätigen Familie und war nach seiner Schul- und Ausbildungszeit von 1853 bis 1855 an der Baugewerkschule München eingeschrieben. Nach einem Aufenthalt in Berlin bereiste er Deutschland um anschließend, 1856, als Bauleiter am Wiederaufbau der Wartburg tätig zu werden. Der Meisterprüfung als Maurer und Steinmetz folgte der Besuch der Berliner Bauakademie und ein 18-monatiger Aufenthalt in Italien und Griechenland, in dessen Verlauf ein Wanderbuch und Skizzenbücher entstanden. In den späteren Jahren (ab 1883) fertigte er zahlreiche Ansichten historischer Bauten in und um Jena sowie landschaftliche Skizzen.
Sein Werk umfasst seit 1861 Entwürfe von Kirchen und Schulbauten, Industriebauten sowie Wohn- und Geschäftshäusern.
Karl Timler erteilte 34 Jahre lang sonntags Zeichenunterricht an der gewerblichen Fortbildungsschule und förderte auch in eigenen Unterrichtungen, oft ohne Entgelt, junge Talente und hielt zahlreiche Fachvorträge.
Für den am 7. Oktober 1858 gegründeten Verschönerungsverein zu Jena war er gemeinsam mit Carl Friedrich Christian Heinrich Botz, Chausseebaumeister, Großherzoglicher Baurat und späterer Ehrenbürger der Stadt Jena, an der Anlegung eines neuen Weges zum Landgrafen beteiligt. Er setzte sich 1862 vehement für den Erhalt des Johannistors ein.

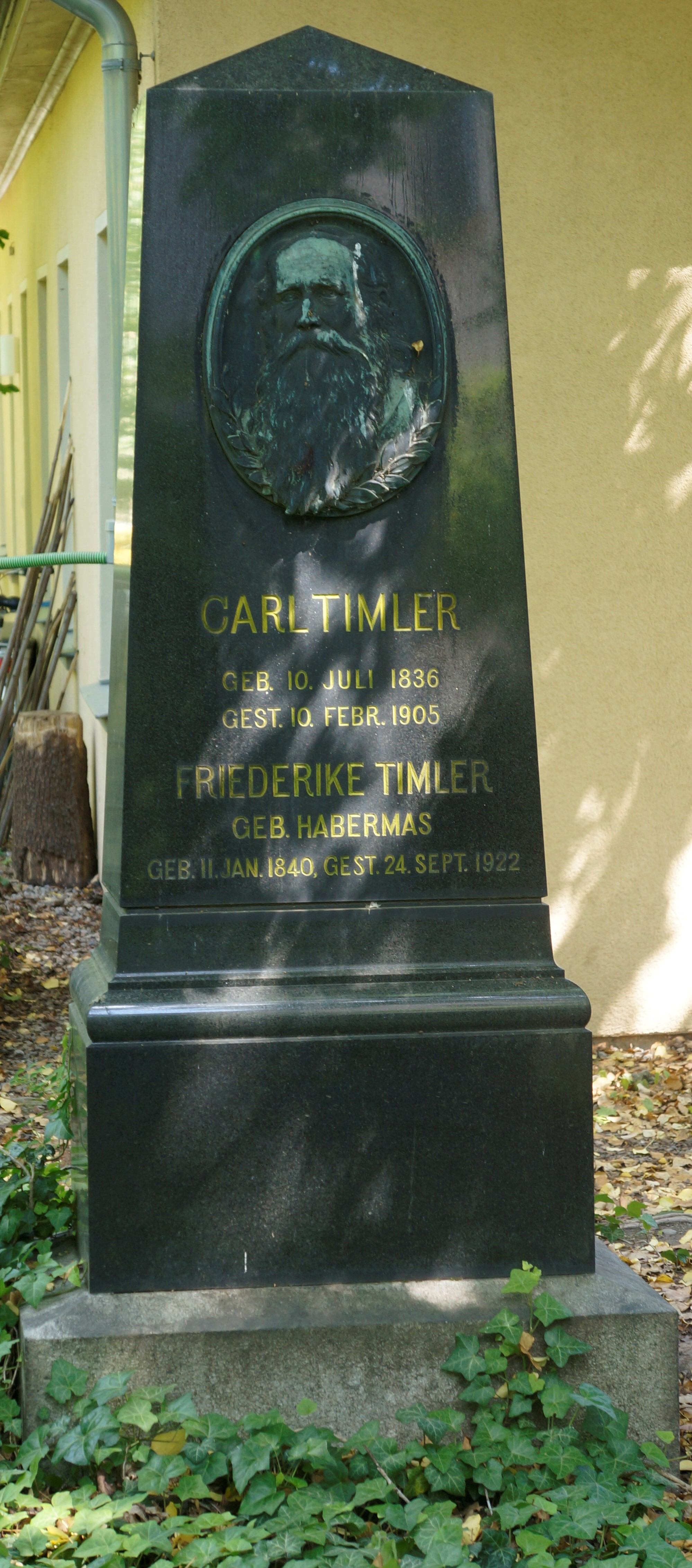
Grabmal für Carl Timler und seine Frau Friederike Timler, geb. Habermas auf dem Jenaer Johannisfriedhof

Seiner Familie widmete er besondere Aufmerksamkeit, so kümmerte er sich intensiv um die Ausbildung seiner Kinder und Enkelkinder. Nach seiner letzten Exkursion an die Südspitze Italiens im Jahr 1900 erblindete er auf einem Auge und verstarb nach längerer Krankheit am 10. Februar 1905 in Jena.
Politisch betätigte er sich 24 Jahre lang im Gemeinderat von Jena.

## Werk
Bauten und Entwürfe

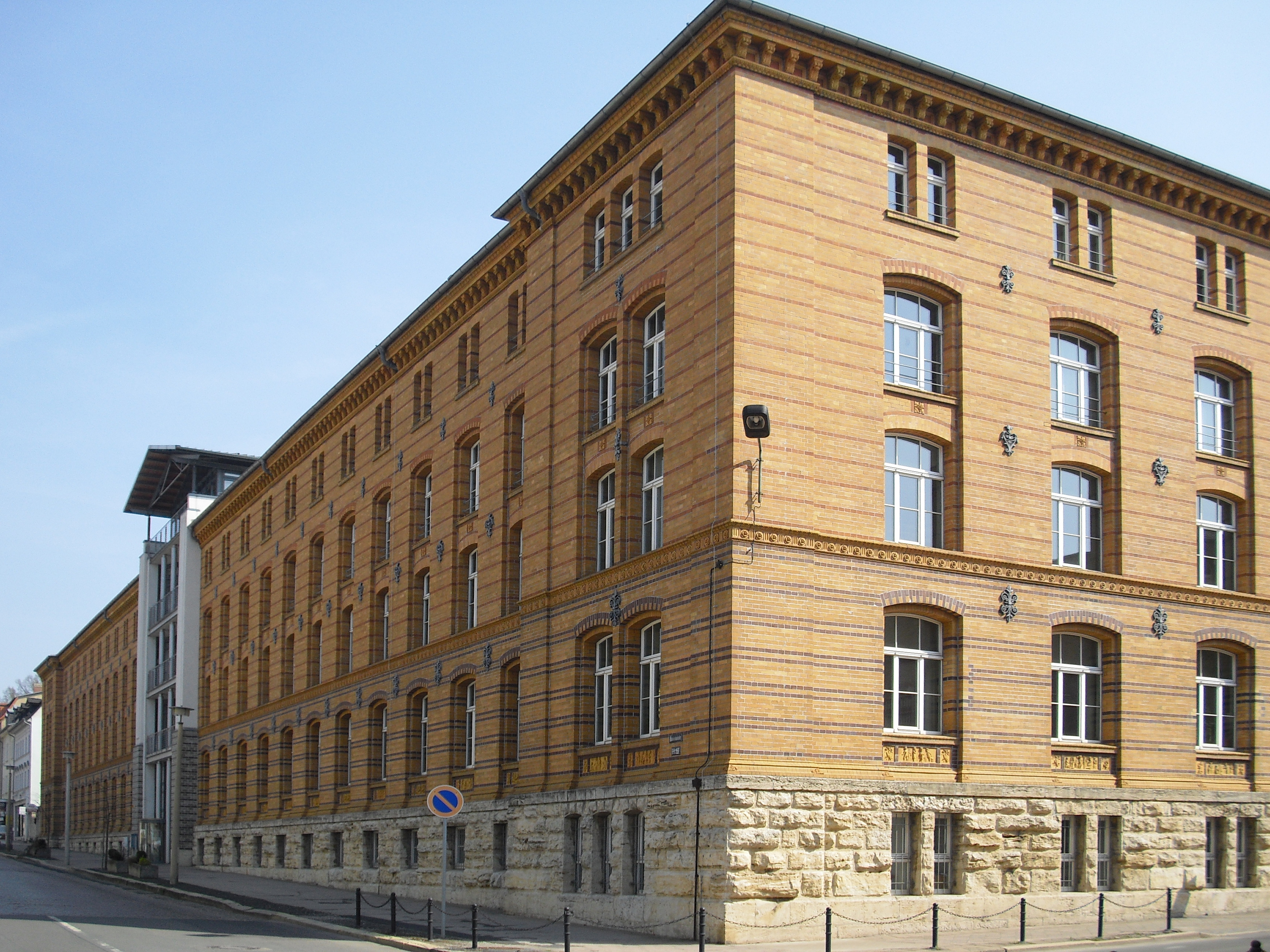
Fabrikgebäude (Landratsamt) in Apolda

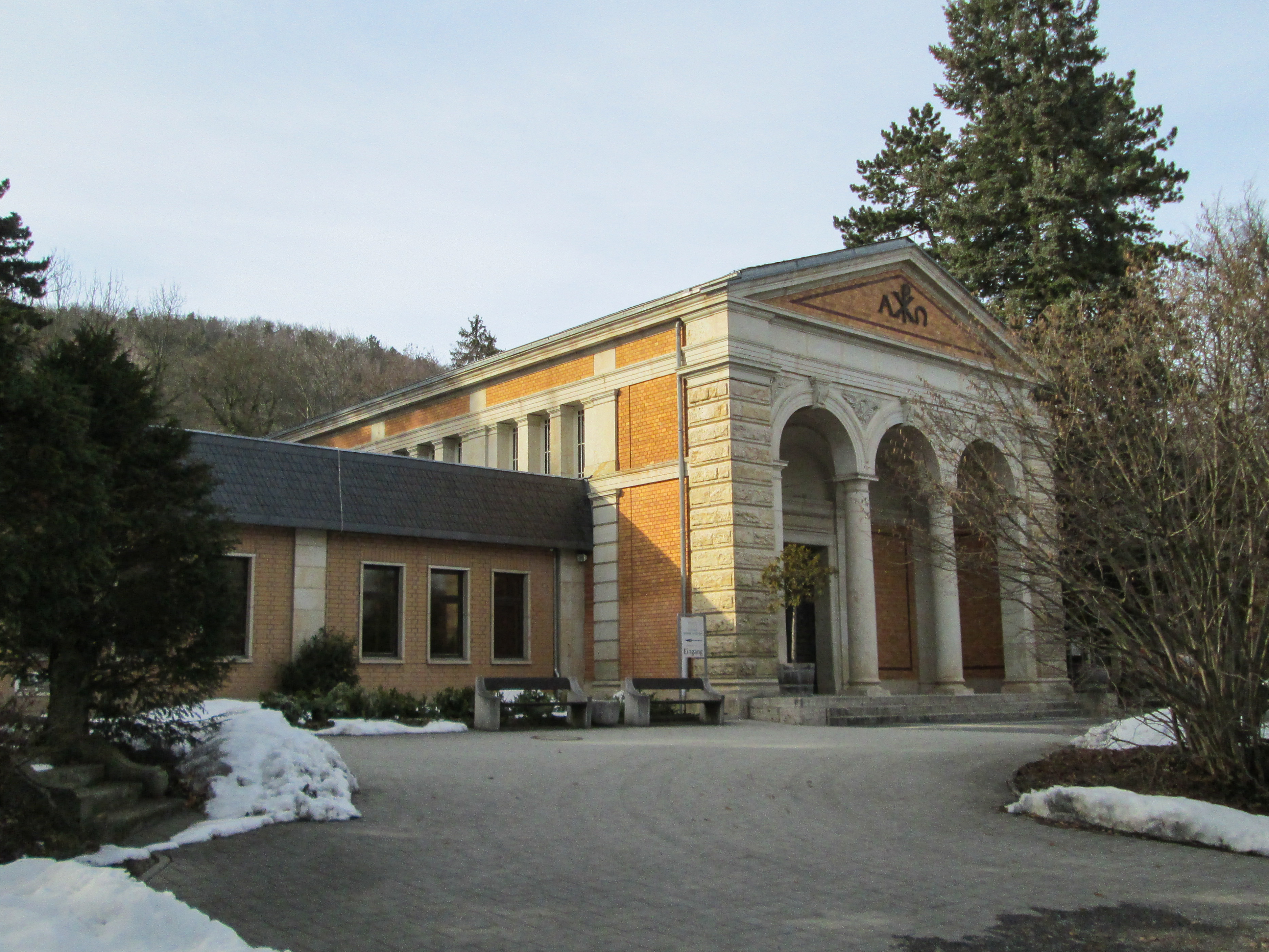
Feierhalle auf dem Jenaer Nordfriedhof

- 1880–1881: Fabrikgebäude der Firma Christian Zimmermann & Sohn in Apolda, Bahnhofstraße (heute Sitz des Landratsamts Weimarer Land)[5]
- 1884: „Café Westend“ am Carl-Zeiß-Platz in Jena (später auch unter dem Namen „Café Kosmos“ bekannt, ab 1993 abgebrochen)[6]
- 1884: Geschäftshaus der Jenaer Sparkasse in Jena, Löbdergraben
- 1885: Planung der Umbauten am „Sachsenhaus“ in Jena
- 1887: Leichenhalle und Friedhofskapelle (Feierhalle) auf dem Nordfriedhof in Jena (gemeinsam mit Baumeister Theodor Hartmann; unter Denkmalschutz)[7]

Zeichnungen
- 1855: Die Tautenburg bei Jena[8]

Schriften
- Die Renaissance in Italien. Architektonisches Skizzenbuch von Carl Timler. T. O. Weigel, Leipzig 1865 (slub-dresden.de).